# Phiala niveociliata
Phiala niveociliata är en fjärilsart som beskrevs av Embrik Strand 1911. Phiala niveociliata ingår i släktet Phiala och familjen Eupterotidae. Inga underarter finns listade i Catalogue of Life.